# Sporazum o pomorskoj granici između Francuske i Sejšela
Sporazum o pomorskoj granici između Francuske i Sejšela je ugovor iz 2001. između Francuske i Sejšela koji definira pomorsku granicu između Sejšela i nenaseljenog otočja Glorieuses, koje se nalazi u francuskom okrugu Raspršeni otoci Indijskog oceana.
Ugovor je potpisan u Victoriji, Sejšeli, 19. veljače 2001. Granica utvrđena tekstom ugovora identificira dva pravocrtna pomorska segmenta definirana s tri pojedinačne koordinatne točke. Granica je linija približno jednako udaljena od dva teritorija. Sjeverni kraj granice je tromeđa s Komorima, a južni tromeđa s Madagaskarom.
Ugovor je stupio na snagu odmah po potpisivanju. Puni naziv ugovora je Sporazum između Vlade Francuske Republike i Vlade Republike Sejšela o razgraničenju pomorske granice isključivog gospodarskog pojasa i epikontinentalnog pojasa Francuske i Sejšela. Ministar vanjskih poslova Jérémie Bonnelame potpisao je ugovor u ime Sejšela.

## Vanjske poveznice
- (engl.) Puni tekst Ugovora